# Marte Meo
Marte Meo ist eine Methode der Erziehungsberatung, bei der Video-Aufzeichnung zur Verhaltensbeobachtung und zum Lernen genutzt wird.  Ursprünglich bei Kindern mit einer Entwicklungsverzögerung erprobt, wird diese Beratungsmethode bei der Arbeit mit Menschen aller Altersgruppen und bei verschiedenen Fragestellungen verwendet. 
Marte Meo ist zugleich Bezeichnung einer Organisation, die in dieser Methode ausbildet. 

## Geschichte
Marte Meo wurde in den späten 1970er und den frühen 1980er Jahren von der Niederländerin Maria Aarts entwickelt. Sie beobachtete, dass es Erziehungsberatern mit der allgemein üblichen Methode des aufklärenden Gesprächs immer wieder schwerfällt, Eltern und anderen Erziehenden für die Erziehung hilfreiche wissenschaftliche Erkenntnisse zu vermitteln. Die Erziehenden haben Schwierigkeiten, die oft sehr abstrakte pädagogische Fachsprache zu verstehen, die Relevanz der Erkenntnisse im Alltag zu erkennen und diese praktisch anzuwenden.

## Methode
Die Methode ist für komplementäre Beziehungen geeignet, beispielsweise für Kinder und Eltern, Schüler und Lehrer, Klienten und Therapeuten.
In Alltagssituationen wird Verhalten der Beteiligten als Video aufgezeichnet und anschließend ausgewertet. Besonders interessant sind Szenen, wo eine Interaktion besonders gut gelingt. Dann wird herausgearbeitet, welche Verhaltensweisen dafür besonders hilfreich waren. Dabei sollen die Stärken der Handelnden systematisch erkannt und hervorgehoben werden, aus denen man die Kraft schöpfen soll, Erziehungsprobleme aktiv zu beseitigen. Im Vordergrund stehen dabei die Verbesserung der Kommunikation zwischen Erziehenden und Kindern sowie die Unterstützung der Entwicklung durch bewusste Erfahrungselemente. Ziel ist es, dieses Verhalten zu üben und zu stärken. Die Erkenntnisse können oft auch auf andere Situationen übertragen werden. Marte Meo ist lateinisch und bedeutet ‚eigene Initiative‘, hier übersetzt mit ‚aus eigener Kraft‘.
Für symmetrische Beziehungen, beispielsweise für Paare, sei die Methode eher nicht geeignet.

## Maria Aarts
Maria Aarts, geboren am 3. August 1950 in Budel (Niederlande) als achtes von vierzehn Kindern, studierte Organisationswissenschaft an einer Fachhochschule. Sie arbeitete 1974 in einem Kinderheim, 1976 in einer kinderpsychiatrischen Einrichtung. 1978 entwickelte sie mit einem Kollegen eine Tagesgruppe als Alternative zur stationären Unterbringung.

„Wir filmen nicht kritische Situationen, sondern Sequenzen, in denen deutlich wird, welcher nächste Entwicklungsschritt für einen Menschen wichtig ist.

Wir können die Lebensgeschichte der Menschen nicht ändern, aber wir können immer wieder zu positiven Entwicklungen einladen.“

## Ausbildung in Marte Meo

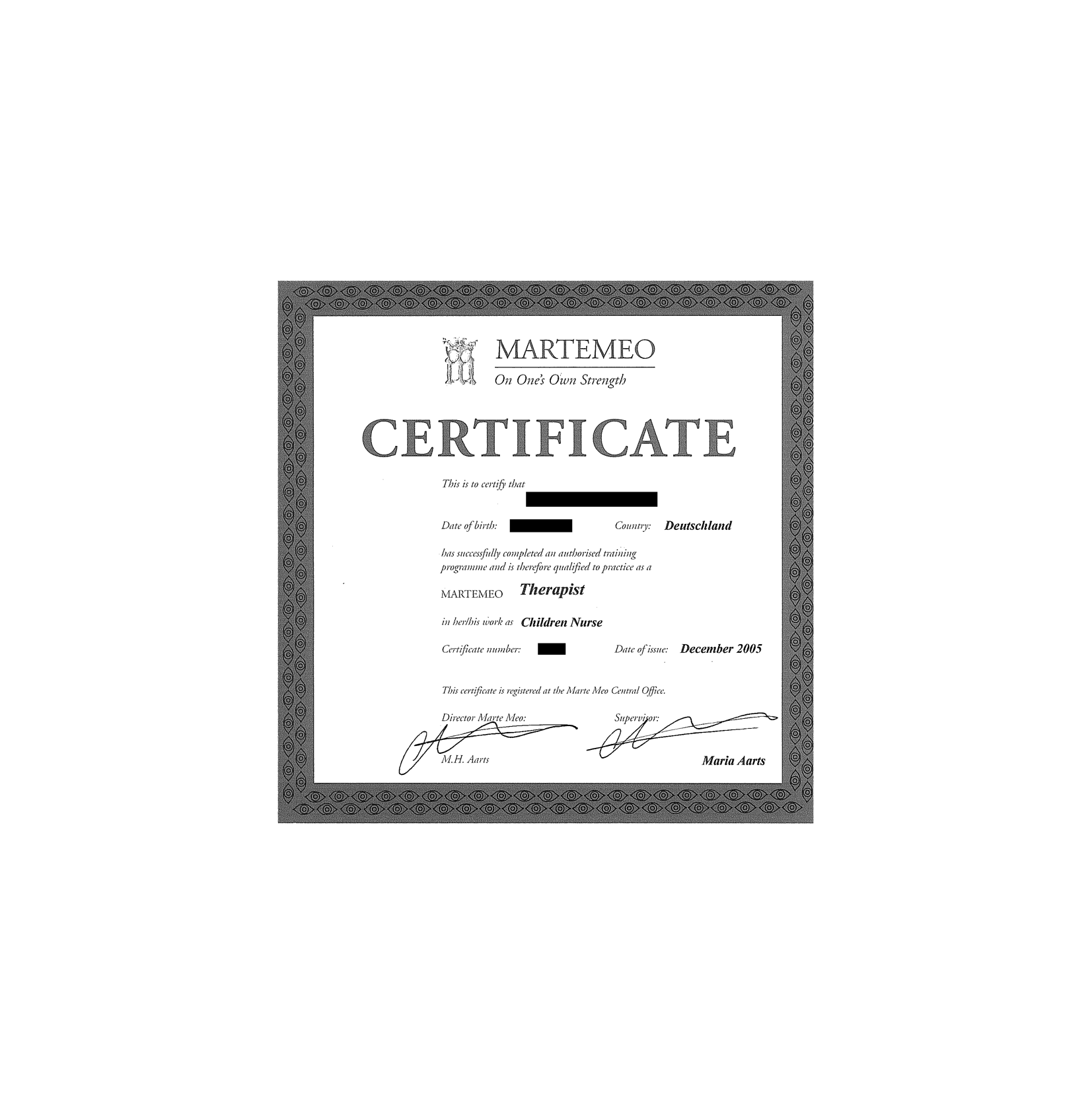
Marte-Meo-Zertifikat, signiert von Aarts

1987 gründete Maria Aarts die Organisation Marte Meo, die die Ausbildung in der Anwendung von Marte Meo zum Ziel hat.
Eine Ausbildung wird mit einem Zertifikat bestätigt:
- Marte Meo Practitioner[6] führen einen sozialen Beruf wie Erzieher, Krankenpfleger, Altenpfleger oder Lehrer aus und integrieren die Marte-Meo-Methode in ihren Berufsalltag.
- Marte Meo Colleague Trainer[6] übernehmen die Beratung und Schulung von Mitarbeitern innerhalb ihrer Institution.
- Marte Meo Therapist[6] beraten nicht nur Fachleute sozialer Berufe, sondern auch Eltern im täglichen Umgang mit ihren Kindern, Angehörige im Umgang mit erkrankten Familienmitgliedern.
- Marte Meo Supervisor[6] sind berechtigt, Marte-Meo-Weiterbildungen eigenständig durchzuführen.
- lic. Marte Meo Supervisor[6] mit einem speziellen Dokument von Maria Aarts nehmen die Prüfungen anderer Marte-Meo-Supervisoren ab und dürfen selbst Fachkräfte zu Marte-Meo-Supervisoren ausbilden.

Angaben von Marte Meo International zufolge wurde die Methode 2018 international in mindestens 40 Ländern angewandt. In Deutschland und der Schweiz existieren Marte-Meo-Kompetenz-Netzwerke.